# L'Italia del popolo

L'Italia del popolo était un journal italien, né fin mars 1945 sur le territoire de la République sociale italienne, en tant qu’organe du Regroupement national-républicain socialiste (fondé en février de la même année).
Le fondateur du journal est le fondateur du Raggruppamento, le philosophe Edmondo Cione (it). Après avoir consenti à la naissance du nouveau sujet politique, auquel il accorde une relative autonomie, Benito Mussolini autorise également la publication d'un journal officiel.
Le nom Italia del popolo évoquait, comme pour le remplacer par une perspective renouvelée, celui de Popolo d'Italia qui avait cessé de paraître le 26 juillet 1943. Le président de la maison d'édition était Guido Vigorelli, administrateur unique du mouvement. Carlo Silvestri a collaboré avec le journal.
Le premier numéro, une double feuille tirée à plus de 50 000 exemplaires, sort le 28 mars 1945. Les ventes sont immédiatement bonnes ; cependant, le rôle du journal en tant que contrepoids au Popolo d'Italia n'est pas apprécié par les fascistes intransigeants de Milan, qui l'attaquent sévèrement. La vie du journal est courte : le 10 avril 1945, il est suspendu par décision des Allemands après seulement douze numéros. Il n’est de retour en kiosque que le jour du 25 avril, puis cesse définitivement de paraître.